# Karel Colnot
Karel Marinus Hendrikus Colnot (Bergen, Noord-Holland, 2 september 1921 – aldaar, 31 maart 1996) was een Nederlands kunstschilder, tekenaar, etser, lithograaf, graveur, beeldhouwer, aquarellist en wandschilder.
Hij was een zoon van de kunstschilder Arnout Colnot, van wie hij een tijdje lessen kreeg. Buiten een aantal buitenlandse reizen werkte hij voornamelijk in Bergen NH. Zijn vroege werk behoort tot de Bergense School.
De kunstenaar Otto de Kat schreef dat uit Karel Colnot een verdienstelijk schilder zou kunnen groeien ofschoon zijn vader daar wel anders over dacht. Als je Karel Colnot naar zijn ontwikkeling als schilder vroeg dan zei hij; Ach, je weet hoe dat gaat. Je bent een beetje aan het schilderen en dan komt Dirk Klomp langs en die vraagt kijkt je vader er weleens naar? Daarna is diezelfde Dirk Klomp naar mijn vader gegaan en heeft hem gezegd: Zeg Nout je mag je weleens om je zoon bekommeren.
Omstreeks 1960 verliet Karel Colnot de stijl van de Bergense School. Hij ging meer werken in de stijl van de Franse schilder Cézanne.
Van 1961 tot 1964 was Colnot tekenleraar op het Murmellius Gymnasium in Alkmaar.